# Belisana gedeh
Belisana gedeh är en spindelart som beskrevs av Huber 2005. Belisana gedeh ingår i släktet Belisana och familjen dallerspindlar. Inga underarter finns listade.